# Bryan Oviedo
Bryan Oviedo Jiménez, né le 18 février 1990 à Ciudad Quesada, est un footballeur international costaricien qui joue au poste de défenseur au Real Salt Lake en MLS.

## Biographie

### En club
Libre de tout contrat à l'été 2022, Oviedo s'engage avec le Real Salt Lake, franchise de Major League Soccer, le 4 août 2022.

### En sélection nationale
Bryan Oviedo fait ses débuts en équipe nationale du Costa Rica le 26 janvier 2010 contre l'Argentine. Le 10 février 2011, il inscrit son premier but face au Venezuela.
Le 3 novembre 2022, il est sélectionné par Luis Fernando Suárez pour participer à la Coupe du monde 2022.

## Buts en sélection
| Buts en sélection de Bryan Oviedo | Buts en sélection de Bryan Oviedo | Buts en sélection de Bryan Oviedo                           | Buts en sélection de Bryan Oviedo | Buts en sélection de Bryan Oviedo | Buts en sélection de Bryan Oviedo | Buts en sélection de Bryan Oviedo |
|                                   | Date                              | Lieu                                                        | Adversaire                        | Score                             | Résultat                          | Compétition                       |
| --------------------------------- | --------------------------------- | ----------------------------------------------------------- | --------------------------------- | --------------------------------- | --------------------------------- | --------------------------------- |
| 1.                                | 10 février 2011                   | Estadio José Antonio Anzoátegui, Puerto La Cruz (Venezuela) | Venezuela                         | 0-1                               | 2-2                               | Match amical                      |
| 2.                                | 16 juin 2019                      | Stade national du Costa Rica, San José (Costa Rica)         | Nicaragua                         | 1-0                               | 4-0                               | Gold Cup 2019                     |

## Palmarès

### En club
FC Copenhague
- Champion du Danemark en 2010
- Vainqueur de la Coupe du Danemark en 2012.

 FC Nordsjælland
- Vainqueur de la Coupe du Danemark en 2011.